# Sana Bob
Sana Bob, eigentlich Sana Salif ist ein burkinischer Reggae-Sänger.

## Leben und Karriere
Sana Bob stammt aus dem Norden Burkina Fasos. Aufgrund der schlechten wirtschaftlichen Lage verbrachte er 27 Jahre in der Elfenbeinküste, wo seine beiden ersten Alben erschienen. Nachdem es dort zu größeren Unruhen gekommen war, kehrte Sana Bob nach Burkina Faso zurück. Sein drittes Album Dernière Chance war sein bislang größter Erfolg. In den Jahren nach 2006 galt er jedoch wegen seines zunehmenden Engagements für den Frieden als umstritten. In den Jahren 2011 und 2012 wurde er zum burkinischen Musiker des Jahres gewählt. Im Jahr 2013 tourte er durch Belgien. Sein fünftes Album erschien 2014 in der Elfenbeinküste, in Burkina Faso und Belgien. Sana Bob, der selbst keine Schulausbildung erhielt, setzt sich mit der Action Scolarité für die Verbesserung des Bildungswesens in den burkinischen Dörfern ein.

## Diskographie
- 1997: Gloire
- 2000: Réconciliation
- 2006: Dernière Chance
- 2009: Béog Yiinga
- 2014: Notre temps